# St. Johannes Evangelist (Bad Eilsen)

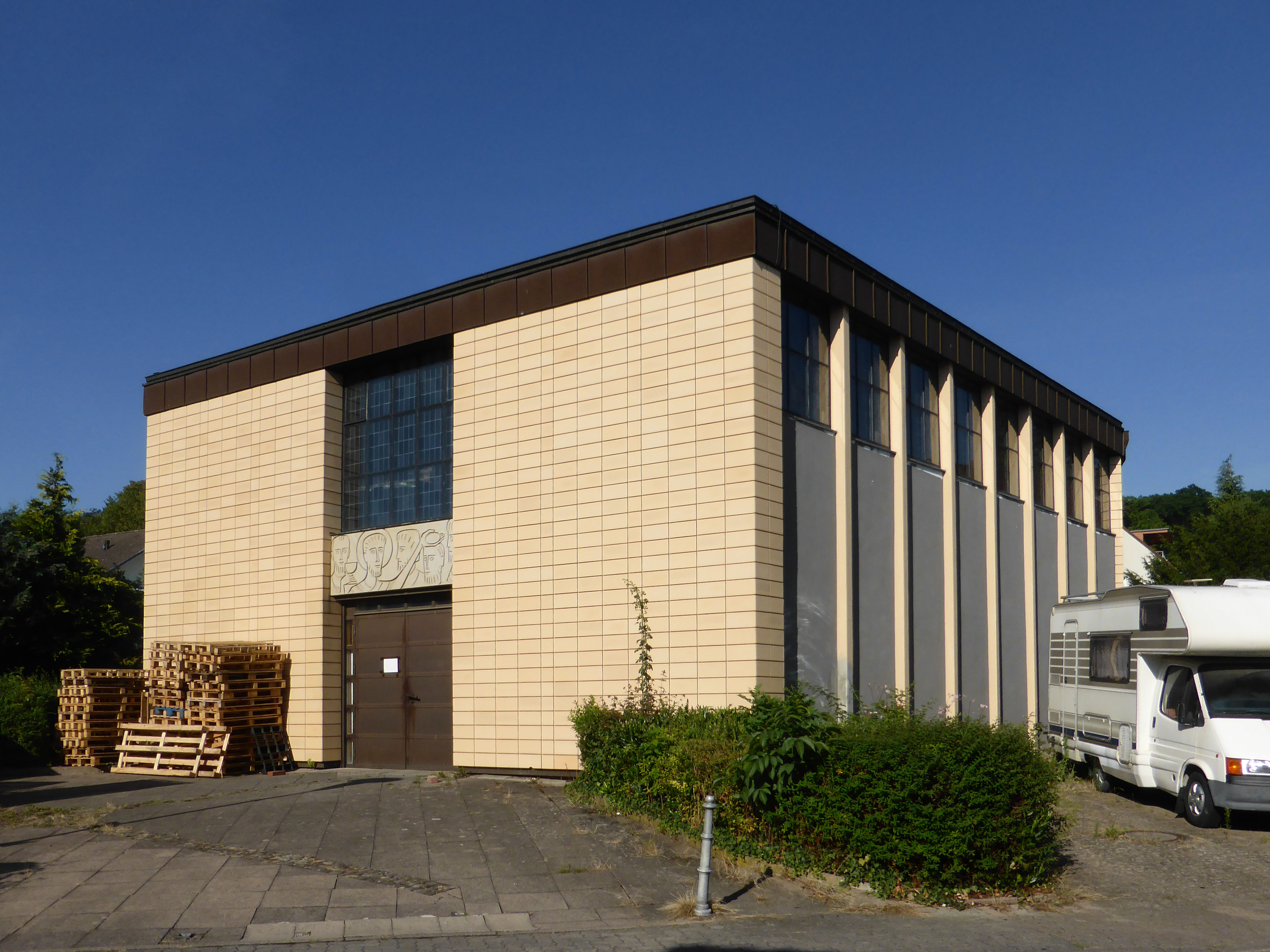
Ehemalige Kirche (2022)

Die Kirche Sankt Johannes Evangelist war die katholische Kirche in Bad Eilsen, einer Gemeinde im Landkreis Schaumburg in Niedersachsen. Sie gehörte zur Pfarrgemeinde St. Marien in Bückeburg im Dekanat Bückeburg des Bistums Hildesheim. Die Kirche war nach dem Evangelist Johannes benannt und befand sich in der Ringstraße 1.

## Geschichte
Die Kirche wurde ab 1962 vom Bistum Osnabrück, zu dem Bad Eilsen damals noch gehörte, errichtet. Die nach Plänen des Architektenbüros Schlusche & Rösner aus Minden erbaute und 1963 geweihte Kirche war stets eine Filialkirche der Kirchengemeinde in Bückeburg und diente den katholischen Heimatvertriebenen, die sich infolge der Flucht und Vertreibung Deutscher aus Mittel- und Osteuropa nach dem Zweiten Weltkrieg in Bad Eilsen niedergelassen hatten, aber auch den Kurgästen von Bad Eilsen. Durch ein Konkordat zwischen dem Heiligen Stuhl und dem Land Niedersachsen vom 26. Februar 1965 ging das Gebiet des ehemaligen Landes Schaumburg-Lippe, zu dem Bad Eilsen gehörte, vom Bistum Osnabrück zum Bistum Hildesheim über.
Am 29. Mai 2010 erfolgte die Profanierung der Kirche durch Generalvikar Werner Schreer. Das in rund 93 Meter Höhe über dem Meeresspiegel gelegene Kirchengebäude wurde verkauft und wird heute profan genutzt. Die Orgel, um 1969 von der Firma E. F. Walcker & Cie. (Ludwigsburg) erbaut, kam in die Kirche Barmherzigkeit Gottes nach Krakau (Polen) und wurde dort, nach Umbau und Erweiterung, 2013 wieder eingeweiht.
Heute sind die nächstgelegenen katholischen Kirchen St. Marien Immaculata Conceptio (Bückeburg) und St. Josef (Obernkirchen) in jeweils rund vier Kilometer Entfernung.